# Longitarsus anchusae
Longitarsus anchusae  (лат.) — вид листоедов (Chrysomelidae) из подсемейства козявок (Galerucinae). 

## Распространение
Распространён в Европе, Турции, на Ближнем Востоке и Центральной Азии.

## Экология
Взрослые жуки и их личинки питаются листьями бурачниковых (Boraginaceae), а именно листьями чернокорня лекарственного (Cynoglossum officinale) и синяка обыкновенного (Echium vulgare).

## Подвиды и вариетет
- вариетет: Longitarsus anchusae var. punctatissimus Weise, 1888
- Longitarsus anchusae anatolicus Weise, 1900
- Longitarsus anchusae anchusae (Paykull, 1799)